# 四疊半神話大系
《四疊半神話大系》（日语：四畳半神話大系）是森見登美彥的小說作品，由四篇短篇所構成。主角是京都大學三年級男學生，隨著一年級社團選擇不同，而經歷不同的大學生活，但最终都会后悔，认为自己对社团的选择带来的大学生活不合期望，从而希望回到当初选择社团的时候。日文版單行本由太田出版出版發行，文庫版則由角川書店（角川文庫）出版；繁體中文版由時報出版代理發行；简体中文版由世纪文景代理发行，上海人民出版社出版，译文经台湾时报文化出版企业有限公司授权使用；2022年新简体中文版预定由天闻角川代理发行，新星出版社出版，译文由冯锦源负责翻译。於2010年動畫化，動畫版獲得同年日本新媒體動漫藝術節動畫部門大獎。

## 各章標題
- 第一話：四疊半宿舍之戀愛絆腳石
- 第二話：四疊半宿舍之自虐性代理代理戰爭
- 第三話：四疊半宿舍之之甜蜜生活
- 最終話：八十天環遊四疊半宿舍一週

## 登場人物
我（聲：淺沼晉太郎）
本作主角。故事以主角的第一人稱進行。京都大學三年級學生。住在公寓「下鴨幽水莊」的二樓，走廊盡頭的四叠半大小的房間。
喜歡去下鴨神社附近森林中出現的貓拉麵麵攤吃拉麵。每話也經常撿到明石的麻糬熊吊飾。
在每話開始時，都會以「過著有如玫瑰色的校園生活」為期許在假設的平行世界中參加各式各樣的社團，但加入後都會以「我總是一個無可救藥的大笨蛋」開頭，最後用「我後悔我自己在命運的鐘塔前選了○○社團」這兩句話為總結。劇情中總是會遇到小津，並且被給搞亂自己的大學生活計𠞷。
小說與動畫最終話陷入了自己的平行世界房間裡面，在將近80天的探險裡從中發現了每個「自己」的房間是在各大假設的平行世界中加入不一樣的社團所產生出來的結果。在原本的房間思考著算命師說的意義中在蛾大規模的衝擊下脫困，再次與明石見面然後交付唯一遺失的麻糬熊吊飾後開始正式交往。
小津（聲：吉野裕行）
與主角同一年級，但卻被主角唾棄的朋友。雖然就讀京都大學電氣電子工程學科，對電氣、電子、工學都很討厭。
做壞事比吃飯還重要。外表詭異，好像是個妖怪。把自己的快樂建築在別人的痛苦上。曾經向主角表示：「我們兩人可是由一條黑線所連繫起來的共同體啊！不管在哪裡我都能遇到你，並且使盡全力把你變成廢柴。」這番話，令主角難以釋懷。
似乎有涉獵其他社團的所有事務，在各個社團之間建立了龐大的個人情報網（包括主角本人的私事）；有時為了躲避各大團體的追殺而男扮女裝。最後在舉辦大文字燒觀賞活動的鴨川大橋上被所有社團的人們揭穿其所作所為、並且想要抓到他時跳下河水中摔斷了左腿。
已知有一位正在交往的深爱的女朋友，在後期主角知道名字是小日向，动画版中为了讨好她偷走了暖暖集团的方舟飞艇。
明石（聲：坂本真綾）
京都大學一年級學生。和小津同學部。個性理智，冷淡的黑髮少女。
討厭蛾，看到蛾會發出奇怪的慘叫聲，表情也会变得很可怕。喜歡麻糬熊吊飾，最終話前總是會說少了一個。「我」总会捡到丢失的那个，并挂在房间的灯绳上，但是往往忘记归还或者错过归还时机。
隸屬於社團「弟子招募」（動畫版追加鳥人社以及自行車愛好會），當主角做出令她不可置信的事情時會說主角是笨蛋。
樋口清太郎（聲：藤原啟治）
京都大學八年級學生。小津的「師父」。常穿著深藍色浴衣（動畫版是不同顏色）。曾經向主角自稱為「神」。
臉型很像茄子，頭髮亂得像是剛颱風過境。笑起來很可愛。性格相當超然，使主角感到佩服。
隸屬於社團「弟子招募」，並擔任社長。住在跟主角相同公寓，主角房間位置的正上方，曾經向主角要了一本在市集買來的《海底兩萬里》以及珍藏的地球儀，在各章節最後總是以雲遊四海為理由歸還給主角。
與城崎為「代理戰爭」的競爭對手關係。
在《春宵苦短，少女前進吧！》也有登場。
羽貫涼子（聲：甲斐田裕子）
樋口的朋友。牙科護士。美女。有喝醉酒會亂舔別人的臉的習慣。
在英文會話社的表演節目中，曾經表示過討厭一位叫坪塚的牙醫師。也知道小津與某位女朋友交往的事情。
和樋口一樣在《春宵苦短，少女前進吧！》也有登場。
城崎（聲：諏訪部順一）
樋口的好友、競爭對手。隸屬於電影社團「禊」。
外表很帥，很受學妹歡迎，但是成績卻是低空飛過。和人偶「香織」一起生活，小說第三話介紹給主角並付錢，一度因為被追殺便臨時交給主角照顧。
被小津揭露說有喜歡女人乳房的個性，暗自以攝影為名測量學妹的乳房大小，還有在自宅裡面的牆壁上掛滿了各式各樣大小的乳房模型。尽管如此，对人偶「香织」的感情却是超越肉体情欲的。有潔癖，極不喜歡有人動他自宅裡的擺設和物品。自我感覺良好，打算想拍攝屬於自己的電影。

### 其他人物
香織（聲：淺沼晉太郎、檜山修之）
LoveDoll，俗稱的情趣娃娃。價格昂貴，外表有如真人般美麗。是城崎的所有物，被倾注了大量感情。
許多的敵對社團或與城崎有過節的人都在覬覦其人偶，最後也因此引發了「香織誘拐事件」。
一度成為主角「我」的另一人格強尼使其發生關係的對象，但是因为「我」太犹豫拖了太久，最終被聽到消息後趕來的城崎及時阻止。
老婆婆（聲：真山亞子）
在木屋町擺攤算命的老婆婆。其攤子周圍流散者著一股妖氣，使主角吸引過來。
每話會講著令人哭笑不得的暗示，使主角輕易地相信所說的話；收费也会逐渐增加，甚至会强行拿走主角口袋里的钱。
主角認為只要跟這類職業的人扯上關係的話，就會遭遇到許多的倒楣事。
相島（聲：佐藤せつじ）
秘密機關「福貓飯店」的負責人(社長)。同時兼電影社團「禊」的助理（表面上的）。
動畫版於平常登場時是一副與警察相似的裝扮。因為自己內部的醜聞被小津所揭發而從負責人的位置給拉下台，也因此對小津懷恨在心。
樋口景子（聲：大原沙耶香）
主角「我」的筆友。從小津給予主角的舊書裡面發現寫下的名字與地址後，就開始書信上的交往。
從往來的書信裡面寫道是一名有著長長的黑髮少女，最後當主角來到住處後得知了真實身分其實是小津、還有中途加入的明石。
Johnny（聲：檜山修之）
第三話中「我」身上出現的人格，代表了「我」同其他男性一样具有的阳具与性欲，在动画中形象是一个卡通风格的骑着马的牛仔。自从青春期开始就不时蠢蠢欲动，但一直被「我」压抑着。「我」有时会哄哄它。动画版中，在「我」于房间内看色情书刊的时候，会痛快地在仓鼠轮中策马奔驰。
怂恿「我」与喝醉的羽贯发生关系，但是因为「我」认为与喝醉的陌生女性上床有失尊严、不够纯洁、不是现代文明人该做的事，没有成功。「我」在千钧一发之际，大喊「有蟑螂」，跑去厕所内，把门锁住，开始认真思考要选择哪一个对象。
在英式英语中，Johnny是避孕套的俗称。

## 出版書籍
- 日文版
  - 單行本 - 太田出版 2004年12月10日、ISBN 978-4-87-233906-2
  - 文庫本 - 角川書店（角川文庫）2008年3月25日、ISBN 978-4-04-387801-7

- 繁體中文版
  - 《四疊半宿舍，青春迷走》 - 時報文化 2009年12月24日、ISBN 978-957-135-120-9

- 簡體中文版
  - 《四疊半神話大系》 - 世纪文景（代理）、上海人民出版社（出版）2010年8月1日、ISBN 978-720-80-9412-3
  - 《四叠半神话大系》 - 天闻角川（代理发行）、新星出版社（出版） 2022年出版预订、ISBN 978-7-5133-4811-9

### 相關書籍
- 四畳半神話大系公式読本 - 森見登美彥と四疊半神話研究會著、太田出版
  - 2010年6月24日、ISBN 978-4-77-831219-0
- 四畳半神話大系オフィシャルガイド - 角川書店
  - 2010年9月22日、ISBN 978-4-04-874085-2

## 電視動畫
於2010年4月開始，在富士電視台深夜的「noitaminA」時段中播出。

### 工作人員
- 原作 - 森見登美彥
- 監督 - 湯淺政明
- 故事構成、劇本 - 上田誠
- 角色原案 - 中村佑介
- 人物設計、總作畫監督 - 伊東伸高
- 美術監督 - 上原伸一
- 色彩設計 - 辻田邦夫
- 音響監督 - 木村繪理子
- 音樂 - 大島滿
- 動畫製作 - Madhouse
- 製作 - 四疊半主義者之會（ASMIK ACE ENTERTAINMENT、富士電視、索尼音樂娛樂、電通、東寶、角川書店）

### 主題曲
首播版
片頭曲
作詞、作曲：後藤正文，編曲、主唱：ASIAN KUNG-FU GENERATION（Ki/oon Records）
第11話當作片尾曲使用。
片尾曲
作詞：石渡淳治，作曲、編曲：砂原良德，主唱：石渡淳治&砂原良德+やくしまるえつこ
特別播送
片頭曲
作詞、作曲：後藤正文，編曲、主唱：Scenarioart
片尾曲
作詞：，作曲：Scenarioart，編曲：CHRYSANTHEMUM BRIDGE，主唱：Scenarioart（Ki/oon Music）

### 各話列表
| 話數 | 日文標題 | 中文標題                       | 劇本            | 分鏡          | 演出          | 作畫監督            |
| ---- | -------- | ------------------------------ | --------------- | ------------- | ------------- | ------------------- |
| 1    |          | 網球社「丘比特」               | 上田誠 湯浅政明 | 湯浅政明      | 湯浅政明      | 伊東伸高            |
| 2    |          | 電影社「禊」                   | 上田誠 湯浅政明 | 横山彰利      | 横山彰利      | 西垣庄子            |
| 3    |          | 自行車同好會「太陽」           | 上田誠 湯浅政明 | 牧原亮太郎    | 牧原亮太郎    | 牧原亮太郎 浅野直之 |
| 4    |          | 徵求弟子                       | 上田誠 湯浅政明 | 横山彰利      | 横山彰利      | 伊東伸高            |
| 5    |          | 壘球社「暖暖」                 | 上田誠 湯浅政明 | 濱崎博嗣      | 高橋知也      | 石濱真史            |
| 6    |          | 英語會話社團「享受英語的樂趣」 | 上田誠 湯浅政明 | 夏目真悟      | 夏目真悟      | 西垣庄子 浅野直之   |
| 7    |          | 社團「超人秀同好會」           | 上田誠 湯浅政明 | 三原三千夫    | 三原三千夫    | 三原三千夫          |
| 8    |          | 讀書會「海」                   | 上田誠 湯浅政明 | 清水洋        | 藤瀨順一      | 伊東伸高            |
| 9    |          | 秘密機關「福貓飯店」           | 上田誠 湯浅政明 | 横山彰利      | 横山彰利      | 牧原亮太郎          |
| 10   |          | 四叠半主义者                   | 上田誠 湯浅政明 | CHOI EUNYOUNG | CHOI EUNYOUNG | 伊東伸高 石濱真史   |
| 11   |          | 四叠半世纪的终结               | 上田誠 湯浅政明 | 湯浅政明      | 湯浅政明      | 伊東伸高            |

### 播放電視台
日本深夜動畫：下文記載的日本国内播放時間使用日本標準時間（UTC+9）表示。因為部分時間标识會採用30小时制，因此請留意这类超过24:00的时间，其實際播放時間為翌日清晨。
| 播放地區   | 播放電視台 | 播放日期              | 播放時間（UTC+9）         | 備註   |
| ---------- | ---------- | --------------------- | ------------------------- | ------ |
| 關東廣域圈 | 富士電視台 | 2010年4月22日－7月1日 | 星期四 24時45分－25時15分 | 制作局 |
| 近畿廣域圈 | 關西電視台 | 2010年4月27日－7月6日 | 星期二 25時29分－25時59分 |        |
| 佐賀縣     | 佐賀電視台 | 2010年4月29日－7月8日 | 星期三 24時35分－25時05分 |        |
| 中京廣域圈 | 東海電視台 | 2010年4月29日－7月8日 | 星期四 26時15分－26時45分 |        |
| 山形縣     | 櫻桃電視台 | 2010年5月1日－7月31日 | 星期六 25時05分－25時35分 |        |
| 日本全國   | BS富士     | 2010年5月8日－8月7日  | 星期六 25時00分－25時30分 |        |

| 富士電視台 noitaminA 第1部 24:45－25:15 節目 | 富士電視台 noitaminA 第1部 24:45－25:15 節目 | 富士電視台 noitaminA 第1部 24:45－25:15 節目 |
| -------------------------------------------- | -------------------------------------------- | -------------------------------------------- |
|                                              | 四疊半神話大系 （2010年4月22日－7月1日）     |                                              |
| 交響情人夢 最終篇                            | 農大菌物語 （電視劇）                        |                                              |

### 獎項
| 賞                                           | 部門                 | 結果 |
| -------------------------------------------- | -------------------- | ---- |
| 第14回（2010年）日本新媒體動漫藝術節動畫部門 | 大賞                 | 獲獎 |
| 第10回（2011年）東京動畫獎                   | 電視部門最優秀作品賞 | 獲獎 |

## 外部連結
- 動畫官方網站（页面存档备份，存于）
- 角川書店特設網頁（页面存档备份，存于）